# Синайоко, Лассин
Лассин Синайоко (фр. Lassine Sinayoko; род. 8 декабря 1999, Бамако) — малийский футболист, нападающий клуба «Осер» и сборной Мали.

## Клубная карьера
Синайоко — воспитанник французских клубов «Энтенте» и «Осер». 10 апреля 2021 года в матче против «Ньора» он дебютировал в Лиге 2 в составе последних. 1 ноября в поединке против «Валансьена» Лассин забил свой первый гол за «Осер».

## Международная карьера
6 сентября 2021 года в отборочном матче чемпионата мира 2022 против сборной Уганды Синайоко дебютировал за сборную Мали. В начале 2022 года Лассин принял участие в Кубке Африки в Камеруне. На турнире он сыграл в матче против сборной Мавритании.